# Logatec (gemeente)
Logatec (Italiaans: Longatico; Duits: Loitsch) is een gemeente in de Sloveense regio Ljubljana en telt 11.343 (gemeentetelling 06/2003)inwoners (2002).
Logatec (Latijn: Longaticum) is een gemeente in Slovenië. De gemeente telt 19 plaatsen en dorpen, welke zijn verdeeld in de volgende deelraden: Hotedršica, Laze-Jakovica, Log-Zaplana, Naklo, Rovte, Tabor, Trate en Vrh Svetih Treh Kraljev.
In de gemeente verliep bij Hrušica, dat in de oudheid Ad Pirum heette, een Romeinse verdedigingswal. Logatec ligt in de Sloveense Karst.

## Plaatsen in de gemeente
Grčarevec, Hleviše, Hlevni Vrh, Hotedršica, Jakovica, Kalce, Lavrovec, Laze, Logatec, Medvedje Brdo, Novi Svet, Petkovec, Praprotno Brdo, Ravnik pri Hotedršici, Rovtarske Žibrše, Rovte, Vrh sv. Treh Kraljev, Zaplana, Žibrše
Borovnica · Brezovica · Dobrepolje · Dobrova-Polhov Gradec · Dol pri Ljubljani · Domžale · Grosuplje · Horjul · Ig · Ivančna Gorica · Kamnik · Komenda · Litija · Ljubljana · Log-Dragomer · Logatec · Lukovica · Medvode · Mengeš · Moravče · Škofljica · Šmartno pri Litiji · Trzin · Velike Lašče · Vodice · Vrhnika